# Леди исчезает (фильм, 1938)
«Ле́ди исчеза́ет» (англ. The Lady Vanishes) — шпионский фильм английского режиссёра Альфреда Хичкока. Вольная экранизация романа Этель Лины Уайт «Колесо крутится» (1936). Предпоследний фильм Хичкока, снятый до переезда в Голливуд.

## Сюжет
Действие начинается в переполненном постоялом дворе вымышленной страны в Альпах. Многочисленные туристы и путешествующие по делам ожидают опаздывающий поезд. Среди них молодая женщина Айрис (Маргарет Локвуд), возвращающаяся в Англию, где вскоре должна состояться её свадьба. В отеле она знакомится с пожилой гувернанткой мисс Фрой (Мэй Уитти), а также с самоуверенным музыкантом Гилбертом (Майкл Редгрейв). На следующее утро поезд прибывает. Во время посадки на голову Айрис падает цветочный горшок. Мисс Фрой помогает девушке зайти в поезд, угощает чаем, после чего та засыпает. Проснувшись, она обнаруживает, что мисс Фрой бесследно пропала. Более того, все окружающие уверяют Айрис, что её здесь и не было, что это лишь следствие удара по голове. Впрочем, Айрис с этим категорически не согласна, она решает разобраться, в чём тут дело. В этом ей берется помочь оказавшийся тут как тут Гилберт…

## В ролях
| Актёр           | Роль                 |
| --------------- | -------------------- |
| Маргарет Локвуд | Айрис Хендерсон      |
| Майкл Редгрейв  | Гилберт              |
| Пол Лукас       | доктор Хартц         |
| Мэй Уитти       | мисс Фрой            |
| Сесил Паркер    | мистер Тодхантер     |
| Линден Трэверс  | «миссис Тодхантер»   |
| Наунтон Уэйн    | Колдикотт            |
| Бэйзил Рэдфорд  | Чартерс              |
| Мэри Клэр       | баронесса            |
| Эмил Борео      | Борис менеджер отеля |
| Гуги Уитерс     | Бланш                |
| Салли Стюарт    | Джули                |
| Филип Ливер     | синьор Доппо         |
| Сельма Вас Диас | синьора Доппо        |
| Кэтрин Лэйси    | монахиня             |

## Работа над фильмом
Сценарий фильма не в полной мере соответствует литературному первоисточнику. В оригинале старушка не является шпионкой, просто обладает информацией, в распространении которой не заинтересованы местные власти. Айрис испытывает помутнение сознания из-за солнечного удара, а не из-за падения на неё ящика с цветами. На протяжении всего романа поезд не останавливается. Также отсутствует в книге и финальная перестрелка.
Права на экранизацию романа «Колесо крутится» принадлежали продюсеру Эдварду Блэку. В 1936 году режиссура была поручена Рою Уильямсу Нилу, и съёмочная группа выехала в Югославию. Первые отснятые кадры фильма «Пропавшая дама» (The Lost Lady) изображали марширующих солдат, наступающих на барахтающуюся в воде стаю гусей. Югославские власти усмотрели в этом оскорбление чести национальной армии, конфисковали сценарий, а съёмочную группу выслали из страны. После этого производство фильма было остановлено на 2 года.
Продолжил его уже Альфред Хичкок, которого заинтересовало то, как, руководствуясь сиюминутными эгоистическими мотивами, пассажиры поезда отказываются помочь главной героине. Он изменил название, поручил жене внести коррективы в начало и в концовку сценария, насытил кульминационные сцены саспенсом, пропустил через весь фильм звуковой лейтмотив пронзительного, напоминающего женский крик гудка поезда. Для усиления остросюжетности Хичкок часто показывает зрителю то, что его герои ещё не видят (например, надпись на окне поезда, на которую какое-то время не обращают внимания сидящие рядом собеседники).
В основе истории — рассказ о пожилой даме, отправившейся с дочерью в Париж, которые остановились в отеле, где мать сразу заболела, а доктор, переговорив наедине с администратором отеля, сообщил девушке, что её мать нуждается в лекарстве, получить которое можно в одной отдалённой аптеке, куда её и отправили, а по возвращении в отель она узнаёт, что якобы её матери здесь никогда и не было. Её провожают в прежний номер, но он занят незнакомыми постояльцами, и всё здесь выглядит по-другому, даже обои и мебель. Как указывал Хичкок, объяснялось это следующим образом:

Дело происходило во время Парижской международной выставки, в тот год, когда было завершено строительство Эйфелевой башни. Старая дама явилась из Индии, и врач установил, что она больна бубонной чумой. Ему пришло в голову, что, если весть об этом разнесётся по городу, толпы туристов, приехавших в Париж, будут охвачены паникой — можете представить, что произойдёт. Вот и весь секрет.— Франсуа Трюффо. «Кинематограф по Хичкоку»
Фильм снимался на скромный бюджет в излингтонском павильоне киностудии Gainsborough Pictures. Это была самая маленькая площадка студии, длиной около 30 метров. В павильоне стоял один настоящий вагон, а альпийские декорации были сгенерированы путём рирпроекции. Съёмочная группа также выезжала для съёмок в графство Гемпшир, на территорию военного городка в Лонгмуре.

## Политический подтекст
В киноведческой литературе фильм часто интерпретируется как аллегория политики умиротворения агрессора, которая проводилась правящими кругами Великобритании в то время, когда проходили съёмки. Многие британцы, показанные в фильме, из соображений мелочного эгоизма закрывают глаза на зловещие события, происходящие в Центральной Европе, — до тех пор, пока собственные апатия и пассивность не ставят под угрозу их жизнь. Характерна фигура юриста, который, бросая соотечественников в беде, выходит навстречу врагам с белым флагом в руке — и получает от них пулю в сердце.

## Успех
Комедийный триллер «Леди исчезает» имел большой успех у английской публики и стал самым кассовым проектом национальной киноиндустрии. Майкл Редгрейв, исполнитель главной мужской роли, в одночасье стал одним из самых востребованных актёров Британии. Английской публике особенно полюбилась парочка незадачливых любителей крикета, Чартерс и Колдикотт, которые стали появляться в фильмах других режиссёров (напр., в киноальманахе «Глубокой ночью») и про которых в 1985 году был снят 6-серийный телефильм.
Успех фильма позволил Хичкоку подписать контракт с ведущим голливудским киномагнатом Дэвидом Селзником и продолжить свою карьеру в США.

## Ремейки
- Леди исчезает (фильм, 1979) — режиссёр Энтони Пейдж
- Леди исчезает (фильм, 2013)[англ.] — режиссёр Дэрмуд Лоуренс[англ.]